# Coryphopteris pubirachis
Coryphopteris pubirachis är en kärrbräkenväxtart som först beskrevs av Bak., och fick sitt nu gällande namn av Holtt. Coryphopteris pubirachis ingår i släktet Coryphopteris och familjen Thelypteridaceae.

## Underarter
Arten delas in i följande underarter:
- C. p. major
- C. p. philippinensis
- C. p. sulawesica
- C. p. tahitensis